# Cornelis Dircksz. Boissens
Cornelis Dircksz. Boissens est un maître écrivain des Anciens Pays-bas.

## Biographie
Il est né en 1569 à Enkhuizen, et décède vers 1635. Il travailla à Amsterdam, puis à Leyde après 1605. Il a gravé lui-même les planches de ses ouvrages. Il fut également un collectionneur d'art (peintures, dessins, gravures). Il a fait partie de la guilde de la Plume couronnée, comme l'indique la souscription Vive la plume qui figure dans le Gramato-graphices de 1605.

## Œuvres gravées

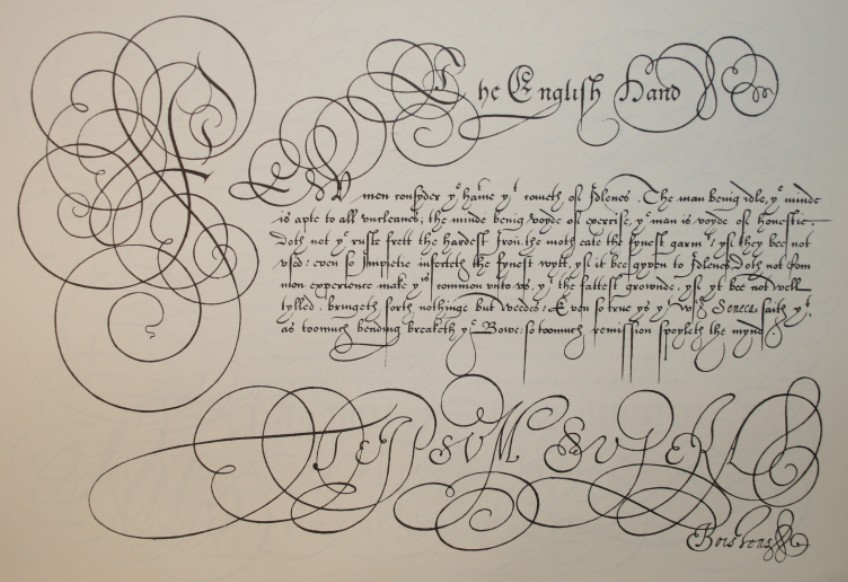
Exemple de "English hand" par Boissens, vers 1594.

- Eenen nieuwen A.B.C. (avant 1592).
- Promptuarium variarum scripturarum ex quo latini, itali, galli, hispani, germani, angli, belgæque, vernaculæ suæ scriptionis proprietatem et formationem depromere possunt. A Cornelio Theodori Boissenio enchusano cum universarum sculptore et inventore congestum. Amsterdam : Cornelis Claesz, ca. 1594. 4° obl., 50 f. Croiset 2005 p. 16-19, Cat. Warmelink n° 127, Cat. Muller n° 17. Huit planches repr. dans Jessen 1936 pl. 39, 53, 112-113, 124-127.

Réédition en 1605 par Cornelius Nicolai. 4° obl., titre et 50 pl. gravées. Cat. Destailleur n° 894.
- Groote ende kleine capitalen tot dienst der penn'constlievende. S.d.
- Gramato-graphices. In quo varia scripturae emblemata, belgicis, germanicis, italicis, hispanicis, gallicis characteribus exarata... scripta, aeri incisa, et impressa per Cornelium Boissenium Enchusanum. Amsterdam : 1605. 4° obl, 5 f, 44 pl. avec un portrait de l'auteur à l'âge de 36 ans. Dédicace au comte Maurice de Nassau. Croiset 2005 p. 20, Cat. Jammes n° 11, Cat. Warmelink n° 128, Cat. Muller n° 18. Numérisé sur InternetArchive
- Exemplaren van veelerhande Nederlantsche gheschriften geinventeert ende ghesneeden door Cornelis Boissens. Leiden : [ca. 1613-1617]. Les planches sont datées entre 1603 et 1617. Dédicace aux Curateurs de l'Université de Leyde. Berlin KB. Morison 1962 n° 68 avec 3 pl. repr., Cat. Muller n° 19. Cinq planches reproduites dans Jessen 1936 pl. 36-38, 47 et 49. Une planche reproduite dans Mediavilla 1993 p. 216.